# Блињи сир Уш
Блињи сир Уш (фр. Bligny-sur-Ouche) насеље је и општина у источном делу централне Француске у региону Бургоња, у департману Златна обала која припада префектури Бон.
По подацима из 2011. године у општини је живело 847 становника, а густина насељености је износила 30,26 становника/km². Општина се простире на површини од 27,99 km². Налази се на средњој надморској висини од 363 метара (максималној 549 m, а минималној 337 m).

## Демографија
| 1962. | 1968. | 1975. | 1982. | 1990. | 1999. | 2011. |
| ----- | ----- | ----- | ----- | ----- | ----- | ----- |
| 749   | 750   | 719   | 765   | 745   | 750   | 847   |

График промене броја становника у току последњих година